# Catedrala din Caorle
Catedrala din Caorle (în italiană Duomo di Caorle), cu hramul Sfântul Ștefan, este un monument de arhitectură romanică din Caorle, în apropiere de Veneția. Lăcașul a fost construit în secolul al XI-lea și a servit până în 1807 drept catedrală a Diecezei de Caorle, care a fost desființată în anul respectiv. 